# Allomyces macrogynus
Allomyces macrogynus är en svampart som först beskrevs av R. Emers., och fick sitt nu gällande namn av R. Emers. & C.M. Wilson 1954. Allomyces macrogynus ingår i släktet Allomyces och familjen Blastocladiaceae.   Inga underarter finns listade i Catalogue of Life.